# Estación de Ariz (Metro de Bilbao)
Ariz es una estación subterránea del metro de Bilbao, situada en el barrio homónimo del municipio de Basauri. Comenzó a funcionar el 28 de febrero de 2011. Actualmente, da servicio a la línea L2.
Con el cierre previsto (alrededor de 2026) de la estación de cercanías de Ariz-Basauri, próxima a esta estación y servida por Euskotren, se espera que la estación de metro de Ariz y la futura estación intermodal de Sarratu absorban definitivamente toda su demanda de viajeros a Bilbao. Los viajeros que se dirijan hacia el este (Duranguesado, Busturialdea, etc.) mediante Euskotren Trena podrán hacer uso de las estaciones de metro de Ariz y Basauri, y la línea L2, a modo de lanzadera, para desplazarse hasta Sarratu y hacer transbordo, completamente gratis. Este cambio se enmarca dentro del proyecto de «Línea 5» para el metro de Bilbao.

## Accesos

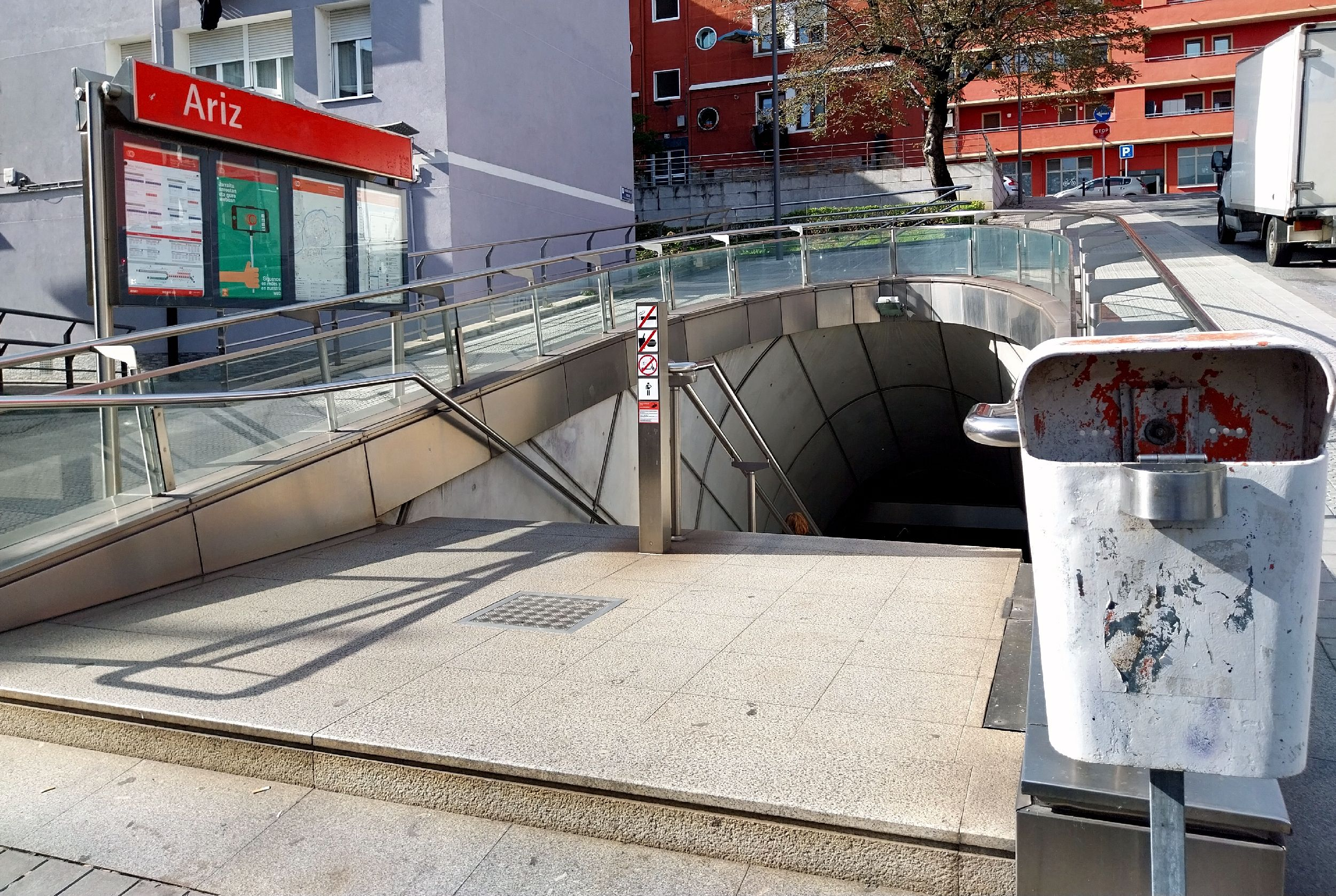
Acceso de la Calle Valencia

La estación tiene tres accesos, dos por escaleras mecánicas y el tercero por ascensor.
- C/ Nagusia (salida Nagusia)
- C/ Valencia (salida Valencia)
- C/ León

### Accesos nocturnos
- C/ Nagusia (salida Nagusia)
- C/ León